# 國府台站

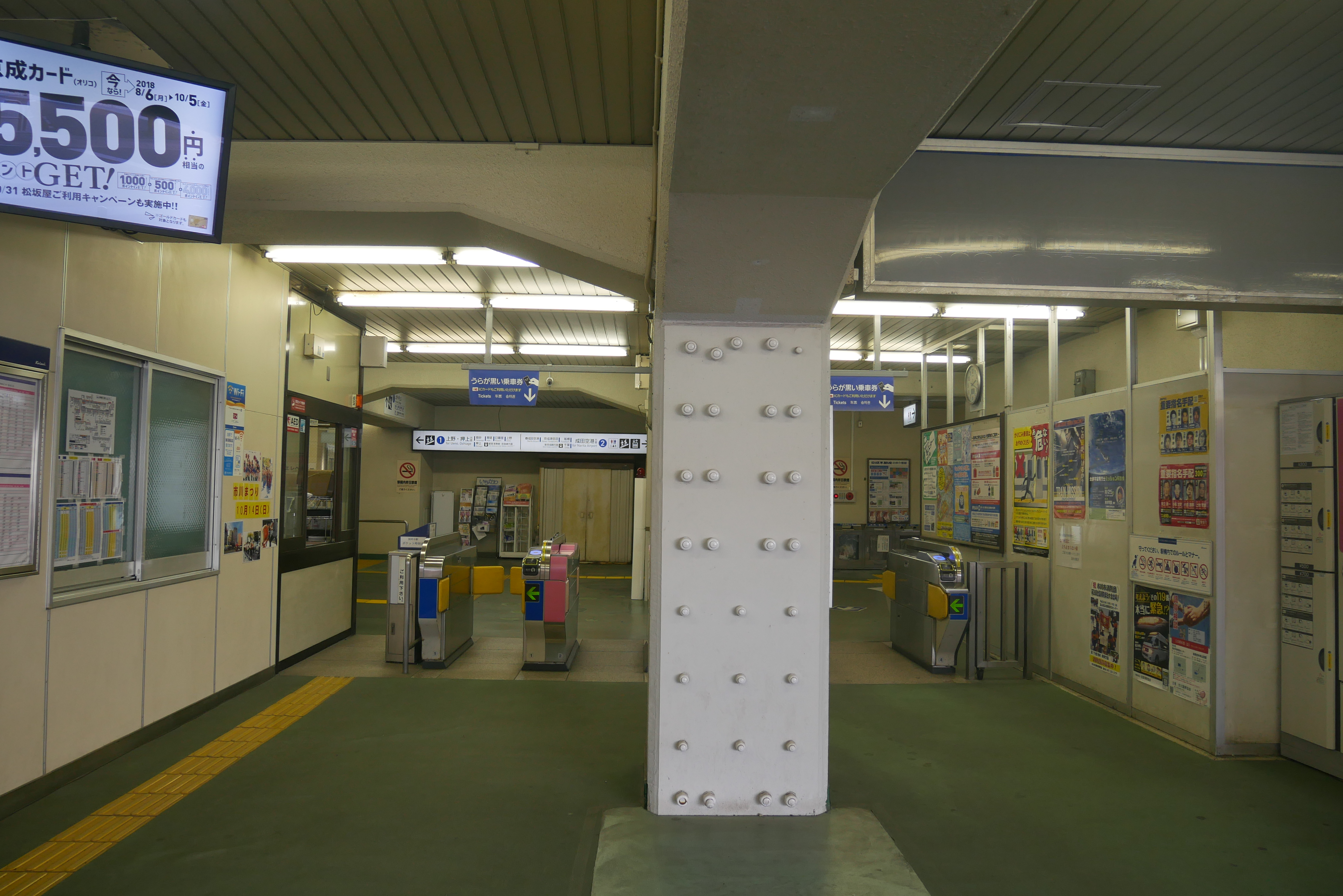
驗票閘口（2018年9月）

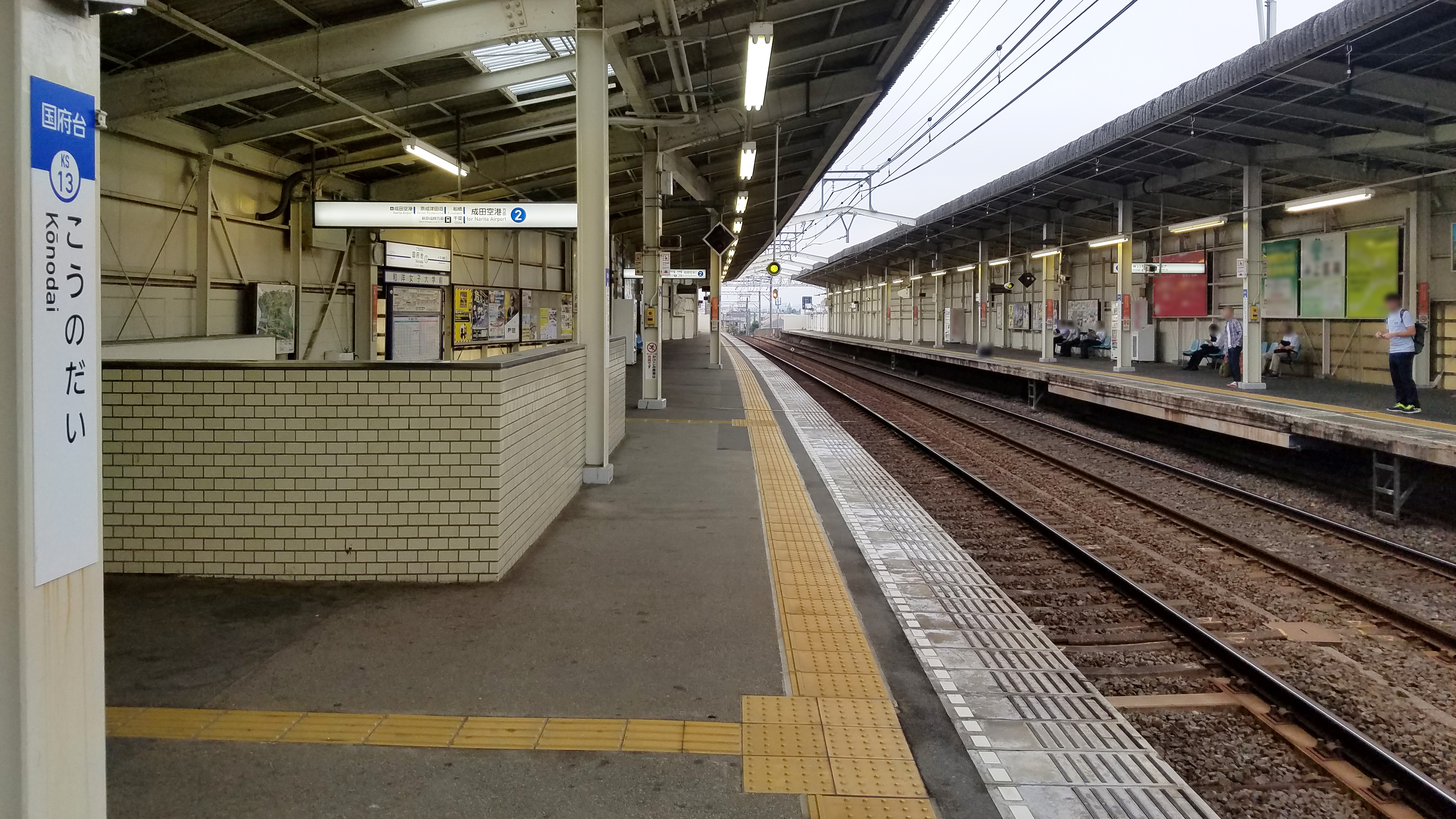
月台（2017年8月）

國府台站（日语：／ Kōnodai eki */?）是位於日本千葉縣市川市市川，屬於京成電鐵本線的鐵路車站。車站編號是KS13。本站位於國府台地區邊界以南500公尺，臨近江戶川的堤防。

## 年表
- 1914年（大正3年）8月30日 - 車站啟用，當時稱為市川鴻之台站。
- 1914年（大正3年）12月1日 - 車站改稱為市川站。
- 1921年（大正10年）4月6日 - 車站改稱為市川國府台站。
- 1948年（昭和23年）4月1日 - 車站改稱為國府台站。

為了阻止流鐵流山線延伸市川站延，新京成電鐵在1962年取得新京成線松戶站延伸至本站的建造許可，然而由於無法取得土地，加上受到北總線與常磐線複複線化的影響，1970年代取消。

## 車站構造
本站為擁有相對式月台2面2線的高架車站，並由[市川真間站]]負責管理。本站的現行班表僅停靠普通列車，在2002年10月12日改點前曾急行的停靠站。此站在2009年4月設置輪椅可使用的電梯與多功能廁所。
| 月台 | 路線     | 方向 | 目的地                                     |
| ---- | -------- | ---- | ------------------------------------------ |
| 1    | 京成本線 | 下行 | 日暮里、上野、押上、 淺草線、 京急本線方向 |
| 2    | 京成本線 | 上行 | 船橋、成田機場、千葉方向                   |

## 使用情況
2016年平均每天上下車人次有12,317人，在京成線內69站中排名第35位。
近年一日平均乘客人數請參閱下表。
| 年度               | 1日平均 上下車人次 | 1日平均 上車人次 |
| ------------------ | ------------------ | ---------------- |
| 1998年（平成10年） |                    | 6,692            |
| 1999年（平成11年） |                    | 6,446            |
| 2000年（平成12年） |                    | 6,369            |
| 2001年（平成13年） |                    | 6,250            |
| 2002年（平成14年） |                    | 6,034            |
| 2003年（平成15年） | 11,774             | 5,898            |
| 2004年（平成16年） | 11,182             | 5,652            |
| 2005年（平成17年） | 10,998             | 5,560            |
| 2006年（平成18年） | 10,869             | 5,499            |
| 2007年（平成19年） | 10,665             | 5,393            |
| 2008年（平成20年） | 10,784             | 5,452            |
| 2009年（平成21年） | 11,184             | 5,650            |
| 2010年（平成22年） | 11,626             | 5,863            |
| 2011年（平成23年） | 11,664             | 5,872            |
| 2012年（平成24年） | 11,744             | 5,912            |
| 2013年（平成25年） | 11,767             | 5,932            |
| 2014年（平成26年） | 11,607             | 5,855            |
| 2015年（平成27年） | 11,938             | 6,022            |
| 2016年（平成28年） | 12,317             |                  |

## 車站周邊
東京都與千葉縣交界江戶川在本站入口西方約100公尺。車站西側為南北向的千葉縣道1號市川松戶線。本站往北約200公尺是與鐵路平行的江戶川分流（派川）真間川。
車站周邊多是以中層大樓為主，商店街集中在縣道旁。車站北側、縣道旁的台地上，有原陸軍用地再開發的學校、研究設施、醫院等。
- 江戶川
- 市川關所（日语：小岩市川関所）跡
- 千葉街道（日语：千葉街道）（國道14號）
- 市川真間郵便局
- 東京醫科齒科大學教養部
- 千葉商科大學
- 千葉商科大學附屬高等學校（日语：千葉商科大学付属高等学校）
- 和洋女子大學
- 筑波大學附屬聽覺特別支援學校（日语：筑波大学附属聴覚特別支援学校）
- 千葉縣立國府台高等學校（日语：千葉県立国府台高等学校）
- 和洋國府台女子中學校、高等學校（日语：和洋国府台女子中学校・高等学校）
- 市川市立第一中學校
- 國立國際醫療研究中心（日语：国立国際医療研究センター）國府台醫院
- 市川市運動中心（日语：市川市スポーツセンター）
- 里見公園（日语：里見公園）（國府台城（日语：国府台城）址）
- 真間山幼稚園
- 真間山弘法寺（日语：弘法寺 (市川市)）
- 木內畫廊

### 巴士路線
車站往西步行2分至千葉縣道1號市川松戶線上有國府台站巴士站。
- 京成巴士

| 系統               | 行經地                                     | 目的地     | 營業所 |
| ------------------ | ------------------------------------------ | ---------- | ------ |
| 松11               | 國立醫院、矢切站、上矢切、松戶二中         | 松戶站     | 松戶   |
| 松11               | 國立醫院、矢切站、上矢切、松戶二中、松戶站 | 松戶營業所 | 松戶   |
| 市81、市81急行     | 國立醫院、中國分、國分操車場、堀之內4丁目  | 北國分站   | 市川   |
| 市82、市82急行     | 國立醫院、中國分                           | 國分操車場 | 市川   |
| 松11               | 一本松                                     | 市川站     | 松戶   |
| 市81、市82         | 一本松                                     | 市川站     | 市川   |
| 市81急行、市82急行 | （不停車）                                 | 市川站     | 市川   |

## 相鄰車站
京成電鐵
 本線
■快速特急、■特急、■通勤特急、■快速
通過
■普通
江戶川（KS12）－國府台（KS13）－市川真間（KS14）

## 外部連結
- 國府台｜電車與車站資訊｜京成電鐵
- 國府台站PDF - 京成電鐵